# Safran
Safran S.A. — французька транснаціональна аерокосмічна та оборонна корпорація, яка проектує, розробляє та виробляє авіаційні двигуни, вертолітні двигуни, рушійні установки космічних апаратів, а також різноманітне інше аерокосмічне та військове обладнання. Компанія виникла у 2005 році в результаті злиття корпорацій SNECMA та SAGEM. Придбання Safran компанії Zodiac Aerospace у 2018 році значно розширило її авіаційну діяльність.
Компанія, в якій працює понад 92 000 осіб (2023) і яка у 2023 році отримала дохід у розмірі 23,6 мільярда євро, котирується на фондовій біржі Euronext і є частиною фондових індексів CAC 40 та Euro Stoxx 50. Штаб-квартира компанії розташована в Парижі.

## Історія

### Витоки
У 1905 році Луї Сеген створив компанію Gnome. Виробництво першого роторного двигуна для літаків, Gnome Omega, розпочалося у 1909 році.  Ця компанія об'єдналася з Le Rhône, компанією, створеною в 1912 році Луї Верде, щоб сформувати компанію з виробництва двигунів Gnome et Rhône. Gnome & Rhône була націоналізована в 1945 році, створивши SNECMA.  У 2000 році ця компанія дала свою назву "Snecma Group" і здійснила ряд придбань, щоб сформувати більшу групу з низкою взаємодоповнюючих бізнесів.
Sagem (Société d'Applications Générales de l'Electricité et de la Mécanique) була створена в 1925 році Марселем Моме. У 1939 році Sagem вийшла на ринок телефонного зв'язку та передачі даних, взявши під контроль Société anonyme des télécommunications (SAT). У 1999 році вона придбала Société de Fabrication d'Instruments de Mesure (Sfim), спеціаліста з виробництва вимірювальних приладів. Однак до 2008 року Sagem Mobile і Sagem Communications були продані. Sagem Mobile стала Sagem Wireless у січні 2009 року.

### Група Safran
Група Safran була створена 11 травня 2005 року в результаті злиття компаній Snecma і Sagem SA.
У червні 2014 року генеральний директор Arianespace Стефан Ісраель у відповідь на нещодавній успіх SpaceX, оголосив, що розпочалися всерйоз європейські зусилля, спрямовані на збереження ринкової конкуренції.  Це включало створення нового спільного підприємства з двох найбільших акціонерів компанії Arianespace: виробника ракетоносіїв Airbus і виробника двигунів Safran. 
До травня 2015 року Safran створила з Airbus Group спільне підприємство з виробництва ракет-носіїв під назвою Airbus Safran Launchers
Наразі ця організація розробляє ракета-носій Ariane 6 для перших польотів у 2020-х роках.
У січні 2017 року Safran ініціювала поглинання постачальника салонів літаків Zodiac Aerospace, щоб створити третього за величиною постачальника аерокосмічної продукції з доходом 22,5 млрд доларів, поступаючись United Technologies з 28,2 млрд доларів і GE Aviation з 24,7 млрд доларів; нова група налічуватиме 92 000 співробітників, 48% її бізнесу буде пов'язано з авіаційними системами та обладнанням, від шасі до сидінь, 46% - з силовими установками і 6% - з оборонною промисловістю. 
У травні 2017 року Safran оголосила про завершення продажу своєго бізнесу з ідентифікації та безпеки компанії Advent International за 2,4 млрд євро.
У лютому 2018 року Safran отримала контроль над Zodiac Aerospace, значно розширивши свою діяльність у галузі авіаційного обладнання. У Zodiac Aerospace працює 32 500 співробітників, а її продажі за фінансовий рік, що закінчився 31 серпня 2017 року, склали 5,1 мільярда євро.
4 червня 2018 року Boeing і Safran оголосили про своє партнерство 50 на 50 у проектуванні, будівництві та обслуговуванні допоміжних силових установок після отримання дозволу регуляторних і антимонопольних органів у другій половині 2018 року.
Це мало загрожувати домінуванню Honeywell і United Technologies.
У липні 2023 року Safran домовилася про придбання підрозділу приводів і систем управління польотом дочірньої компанії Raytheon Collins Aerospace в рамках угоди за готівку вартістю $1,8 млрд Однак італійський уряд використав свою золоту акцію в Microtecnica, щоб накласти вето на продаж, вважаючи, що це дасть Safran комерційну можливість саботувати виробництво компонентів для Eurofighter. RTX юридично оскаржив застосування вето. 